# Ophiostigma isocanthum
Ophiostigma isocanthum is een slangster uit de familie Amphiuridae. De wetenschappelijke naam van de soort werd in 1825 gepubliceerd door Thomas Say.

## Synoniemen
- Ophiostigma moniliforme Lütken, 1859[1]